# Ralph Woods

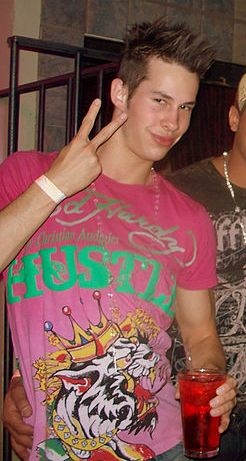
Ralph Woods (2010)

Ralph Woods (* 2. Mai 1986 in Québec, Kanada) ist ein kanadischer Pornodarsteller.

## Karriere
Woods zog mit 18 Jahren nach Montreal und begann dort eine Karriere als Stripper.
Er arbeitete zuerst für das Produktionsstudio Falcon Entertainment und anschließend für Bel Ami, ein in Bratislava ansässiges Produktionsstudio für schwule Pornofilme. Woods gehört zu den wenigen Models von Bel Ami, die nicht aus der Slowakei stammen und die (offen) schwul sind.

## Privatleben
Im Jahr 2005 gab der Schauspieler Pierre Fitch bekannt, dass er Woods geheiratet habe. Die beiden arbeiteten an der Produktion einiger Videos für die Website von Fitch zusammen und waren schon an gemeinsamen Produktionen – sowohl als Paar als auch getrennt – beteiligt gewesen. Später gab Fitch zu, dass keine rechtsgültige Ehe geschlossen worden war. Im September 2007 folgte ihre Trennung. Im Herbst 2008 räumte Fitch in einem Interview mit Fab Magazine (Nr. 356) ein, dass die Geschichte von der Ehe mit Woods eine reine Marketing-Strategie gewesen sei.

## Filmografie
- 2011: Best Of Pierre Fitch
- 2011: Huge
- 2011: Private Life Of Dolph Lambert
- 2010: Rites of Initiation
- 2010: Young Men of Falcon
- 2010: Todd and Dolph
- 2009: Private Life of Ralph Woods
- 2008: Private Life of Josh Elliot
- 2008: French Kiss
- 2008: Some Like It Big
- 2008: The Best of Derrick Vinyard
- 2007: Bel Ami XL Files Part 6
- 2007: Back Together
- 2006: The Spokes Trilogy
- 2006: Spokes III
- 2006: Big Dick Club

### Regisseur
- 2008: Back Together

## Auszeichnung
- GayVN Awards (2009): Bester Darsteller in einem ausländischen Film (für French Kiss)